# Сумерки демократии (книга Энн Эпплбаум)
«Сумерки демократии: соблазнительная приманка авторитаризма» — книга Энн Эпплбаум, изданная в 2020 году, в которой обсуждается кризис демократии и подъём правопопулистской политики с авторитарными тенденциями на примере Польши, Великобритании, Соединенных Штатов и Венгрии.
Анализ Эпплбаум сосредоточен, в том числе, на интеллектуалах, которых она называет «клерками», готовых найти оправдания скатыванию к авторитаризму.

## Содержание
Эпплбаум, американская журналистка, последние годы проживающая в Польше, начинает книгу с вечеринки в Польше в 1999 году, на которой присутствовали правоцентристские политики — сторонники сочетания демократии и «либерализма свободного рынка», от которой Эпплбаум отслеживает эволюцию взглядов её участников. По словам исследовательницы, с течением лет некоторые из участников стали придерживаться правого популизма и авторитаризма (некоторые даже продвигали антисемитские теории заговора), в то время как другие продолжали оставаться демократами. Она посвятила большую часть книги объяснению эволюции этих политиков от сторонников демократии до приверженцев авторитаризма, рассматривая их, как существенный компонент роста авторитаризма, поскольку авторитаризму, по ее мнению, требуется не только массовая поддержка, но и «сотрудничество людей на высоких должностях».
По словам Эпплбаум, рассматриваемые ею персонажи «предали главную задачу интеллектуалов — поиск истины». Вместо этого их роль свелась к тому, чтобы «защищать лидеров, какими бы нечестными ни были их заявления, как не велика была бы их коррупция, каким бы катастрофическим ни было их влияние на простых людей и институты». Вопреки современным объяснениям популярности авторитаризма — экономическими проблемами, страхом терроризма и давлением иммиграции — она отмечает, что эти адепты сильной руки высокообразованны, много путешествуют и экономически процветают. Она связывает их поддержку авторитарных режимов с карьерным ростом, местью за пренебрежение со стороны других элит и чувством «культурного отчаяния» из-за изменений в современном общественном мироустройстве.
Эпплбаум также анализирует, как простые люди приходят к поддержке авторитаризма. В частности, в посткоммунистической Европе Эпплбаум обнаружила, что многие бывшие антикоммунистические активисты чувствовали себя разочарованными системой меритократии, которая не давала им тех результатов, которых, по их мнению, они заслуживали. Эпплбаум пишет, что многие последователи правых популистских партий поверили в ложь о «ловушке среднего достатка», различные теории заговора и альтернативные реальности. Жесткая риторика правых популистов привлекает международное внимание и отвлекает от авторитарных действий и политической коррупции. По мнению Эпплбаум, «мягкие диктатуры» были установлены в Польше партией «Закон и справедливость», в Венгрии — партией «Фидес» и Виктором Орбаном.

## Критика
В The New York Times журналист Билл Келлер писал, что книга продолжает обсуждение судьбы демократии, начатое в книгах «Смерть демократии» Бенджамина Картера Хетта о том, как политические неудачи в Веймарской Германии способствовали росту нацизма, "Как умирают демократии " Стивена Левицкого и Дэниела Зиблатта, в которой обсуждается, что пошло не так в различных недавно потерпевших крах демократиях, и «Выживание автократии» российской журналистки Маши Гессен о трампизме.
Джон Кампфнер в The Guardian назвал книгу «глубоко личной и от этого еще более сильной».
Венгерский историк Ференц Лацо назвал Эпплбаум «дрейфусаром справа» и заявил, что в ее книге отсутствует самоанализ и «странным образом не рассматривается вопрос о том, каким образом политические успехи и политические неудачи политиков „тэтчеровского“ лагеря, к которым Эпплбаум благоволит, могли способствовать возникновению новых правых политических сил». Тем не менее, он считает книгу «своевременной» и «обязательной к прочтению».
В журнале The American Scholar Чарльз Трухарт описал книгу как «мрачное повествование о сползании Запада к тирании».